# Младотурска революция
Младотурската революция е държавен преврат в Османската империя през юли 1908 г.
Извършен е от военнослужещи и политически дисиденти с цел да се ограничи абсолютната власт на султан Абдул Хамид II (1842 – 1918) и да се възстанови конституцията от 1876 г. като средство за запазване на териториалната цялост на държавата и намаляване на влиянието на Великите сили върху управлението ѝ. Революцията постига непосредствените си цели и дава властта в ръцете на Комитета за единство и прогрес (КЕП), но в дългосрочен план се проваля и създава предпоставките за окончателното разпадане на империята и създаването на съвременната Турска република.

## Предистория
Младотурци е общо название, с което се обозначават няколко групи от дисиденти и конспиратори, възникнали в края на ХІХ век както на територията на империята, така и в емиграция. През 1889 г. във висшето военномедицинско училище в Цариград Абдулах Джевдет със свои състуденти основава Комитета за единство и прогрес като нелегална политическа организация, в която бързо се включват студенти и от другите висши учебни заведения в столицата. Впоследствие КЕП се превръща в доминиращата сила на младотурското движение. При разкриването на организацията от властта, част от лидерите бягат зад граница и се присъединяват към османската дисидентска емиграция в Париж, Женева и Кайро.

## Протичане
На 3 юли 1908 г. майор Ахмед Ниязи бей и Енвер бей вдигат бунт сред военнослужещите на Трета армия в Ресен (днес Северна Македония). Функционерите на КЕП бързо се присъединяват към бунтовниците, а след това поемат и ръководството им под знака на политическата си платформа. Военни части, командвани от Ниязи бей и Еюп Сабри, влизат в Битоля и пленяват местния военен командир Осман паша.
Група от около 200 военни и цивилни потегля към столицата с искания за възстановяване на конституцията от 1876 г. Въстанието бързо се разпространява сред военните подразделения на цялата европейска територия на империята и правителството в Цариград не успява да организира въоръжено противодействие. На 24 юли 1908 г. Абдул Хамид II официално обявява съгласието си да удовлетвори исканията на бунтовниците. Конституцията е възстановена и заседанията на парламента са подновени. Въпреки това през март 1909 г. Абдул Хамид II прави опит да организира контрареволюция, но е детрониран.

Генерал Стефан Паприков изразява оптимизма на местното население непосредствено след революцията и в доклад пише: 
| „ | ...в Македония българите, техните войводи и изобщо българщината са на особена почит, там владее пълна свобода... Границата е отворена. Отиването в Македония е най-свободно. Падналите българи-четници се величаят и от турското население като народни герои. Всичко това е невероятно, но е вярно... | “ |

## Последици

### Дестабилизация на Османската империя
Основната цел на младотурците е да запазят териториалната цялост на империята, чието съществуване е застрашено от политиката на Абдул Хамид II и от влиянието на Великите сили. След като вземат властта, офицерите и КЕП бързо демонстрират, че нямат нито ясна политическа програма, нито умения за по-доброто управление на държавата. Реалното функциониране на администрацията остава в ръцете на опитните бюрократи на султана. На 13 април 1909 г. (нов стил), бунт сред Първа армия, разположена в Цариград, предизвикан от лошите условия на живот на войниците и високомерното отношение на офицерите, демонстрира слабостта на КЕП. Бунтовниците, насърчавани от религиозната организация Мохамедански съюз, настояват за връщане на шариата (ислямския религиозен закон), а влиянието им бързо се увеличава, без управляващите да успеят да му противодействат ефективно. Налага се военни подразделения от Солун под командването на Махмуд Шевкет паша да атакуват столицата и да я окупират на 24 април 1909 г. КЕП успява да запази властта си, а два дни по-късно Абдул Хамид II е детрониран и заточен в Солун (виж: Контрапреврат на Абдул Хамид II).
През следващото десетилетие прогресивните амбиции на младотурците постигат тежък провал. Периодът се характеризира с вътрешнопартийни борби, бунтове, политически убийства. Опитите на висшата администрация да укроти ексцесиите на младотурците довеждат до демонстративното убийство на министъра на войната на 23 януари 1913 г. по време на заседание на Министерския съвет, последвано от убийството на Великия везир (министър-председателя) през юни 1913 г., след което тримата основни лидери на КЕП Енвер паша, Талат паша и Джемал паша доминират управлението на държавата.

### Революцията и ВМОРО
Първоначалната еуфория и прокламираното ново равноправие между етносите в Империята карат българските чети да прекратят въоръжената борба и да слязат от планините с благоволението на османските власти. ВМОРО излиза от нелегалност и основните ѝ крила се разделят в две нови политически партии – Съюз на българските конституционни клубове и Народна федеративна партия (българска секция). През 1908 година четирима български депутати са избрани в турския парламент: Тодор Павлов, Панчо Дорев, Димитър Влахов и Христо Далчев.
Не след дълго национализмът на младотурците надделява над реформаторските идеали и те възобновяват репресиите с нова сила. През 1910 година са забранени националните организации, а в Битолския вилает на Македония е извършена обезоръжителна акция, при която много български дейци падат в жертва на новия терор, а вътрешната организация възстановява нелегалната си мрежа и подновява въоръжената борба.

### Балканска криза (1908 – 1909)
Българското правителство на Александър Малинов се възползва от нестабилността, настъпила в Османската империя непосредствено след идването на младотурците на власт, и на 22 септември 1908 г. в църквата „Св. Четиридесет мъченици“ в Търново със специален манифест провъзгласява независимостта на България, като княз Фердинанд I приема титлата цар на българите. Почти по същото време Австро-Унгария обявява, че анексира Босна и Херцеговина, които са под нейна окупация вече 30 години съгласно Берлинския договор.
- Протести в Султанахмет
- Пощенска картичка с темата за обявяването на втората конституционна монархия
- Пощенска картичка с темата за обявяването на втората конституционна монархия